# Muchomor królewski

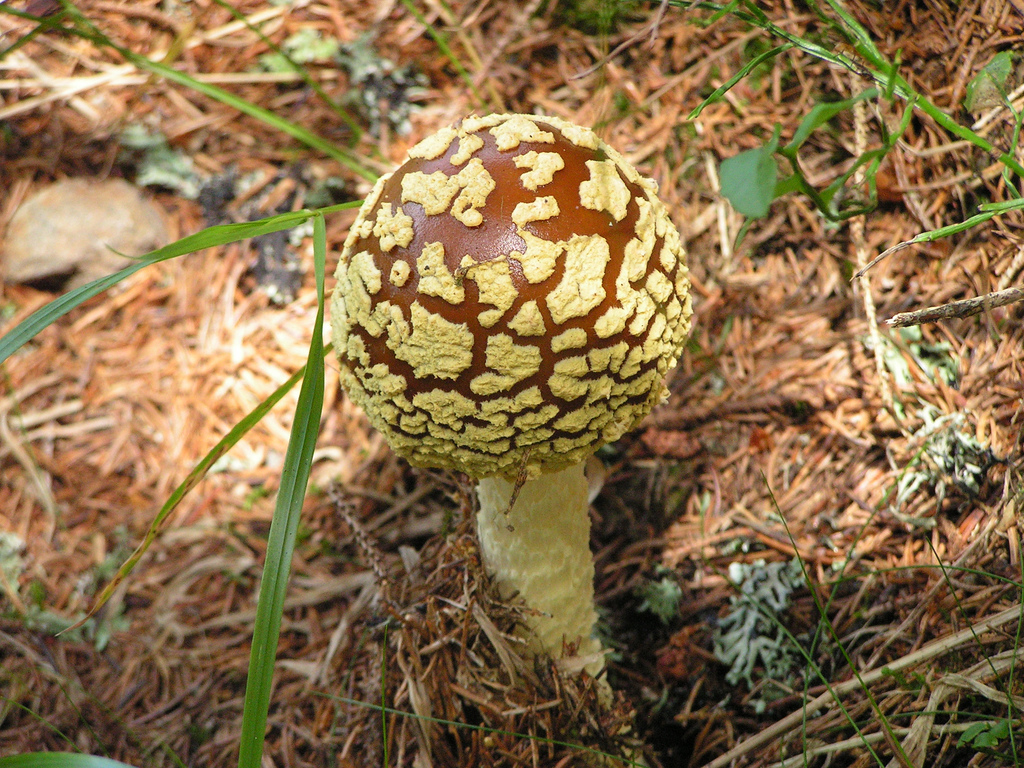
Młody okaz z wyraźnie żółtymi łatkami

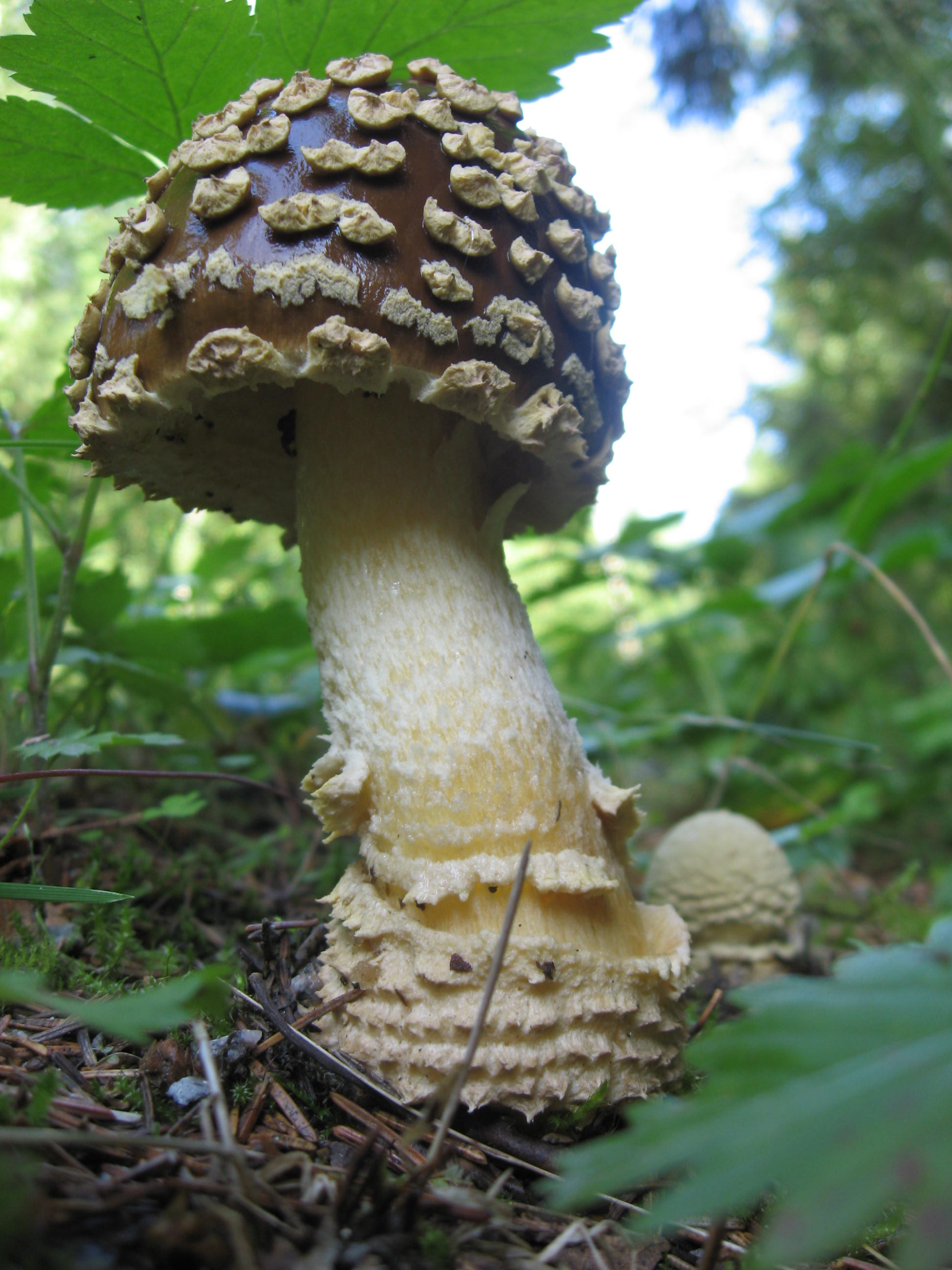

Muchomor królewski (Amanita regalis (Fr.) Michael) – gatunek grzybów należący do rodziny muchomorowatych (Amanitaceae). 

## Systematyka i nazewnictwo
Pozycja w klasyfikacji według Index Fungorum: Amanita, Amanitaceae, Agaricales, Agaricomycetidae, Agaricomycetes, Agaricomycotina, Basidiomycota, Fungi.
Po raz pierwszy takson ten zdiagnozował w 1821 r. Elias Fries nadając mu nazwę Agaricus muscarius ß regalis. Obecną, uznaną przez Index Fungorum nazwę nadał mu w 1896 r. Edmund Michael, przenosząc go do rodzaju Amanita.
Nazwę polską podali Barbara Gumińska i Władysław Wojewoda w 1968 r. 

## Morfologia
Kapelusz
Średnica 5-25 cm, początkowo bulwiasty i otoczony osłoną, później półkulisty, potem coraz bardziej rozpostarty. Powierzchnia sucha, błyszcząca, barwa wątrobowo-brązowa, ciemniejsza na szczycie, pokryty dość regularnie, koncentrycznie ułożonymi ochrowożółtymi łatkami. Na brzegu kapelusza u starszych okazów jest prążkowany.
Blaszki
Wolne, gęsto ułożone, białe, później kremowo-żółtawe. U młodych okazów zakryte żółtawą osłoną.
Trzon
8-20 cm wysokości, 1,5-3,5 cm średnicy, walcowaty, łamliwy. W nasadzie posiada bulwę z kilkoma rzędami pierścieni pokrytych brodawkami 
(resztki osłony). Powierzchnia gładka, biała lub żółto-biała, z wyraźnym żółtawym pierścieniem.
Miąższ
Pod skórką kapelusza żółtawo-brązowy, o smaku łagodnym i słabym. Nie zmienia barwy po uszkodzeniu.
Wysyp zarodników
Biały.

## Występowanie i siedlisko
Występuje tylko w niektórych krajach Europy. W Polsce gatunek rzadki. Znajduje się na Czerwonej liście roślin i grzybów Polski. Ma status V – narażony na wyginięcie. Znajduje się na listach gatunków zagrożonych także w Niemczech i na Litwie.
Występuje częściej w terenach górskich, spotkać go można w lasach iglastych. Rośnie na ziemi wśród traw, szczególnie pod jodłami. Owocniki pojawiają się od czerwca do września.

## Znaczenie
Grzyb mikoryzowy, dla człowieka grzyb trujący. Objawy zatrucia podobne jak w przypadku muchomora czerwonego (Amanita muscaria).

## Gatunki podobne
- muchomor twardawy (Amanita excelsa). Ma kapelusz brązowoszary bez żółtych łatek, blaszki białe, pierścień karbowany i biały[3].